# Kánai menyegző

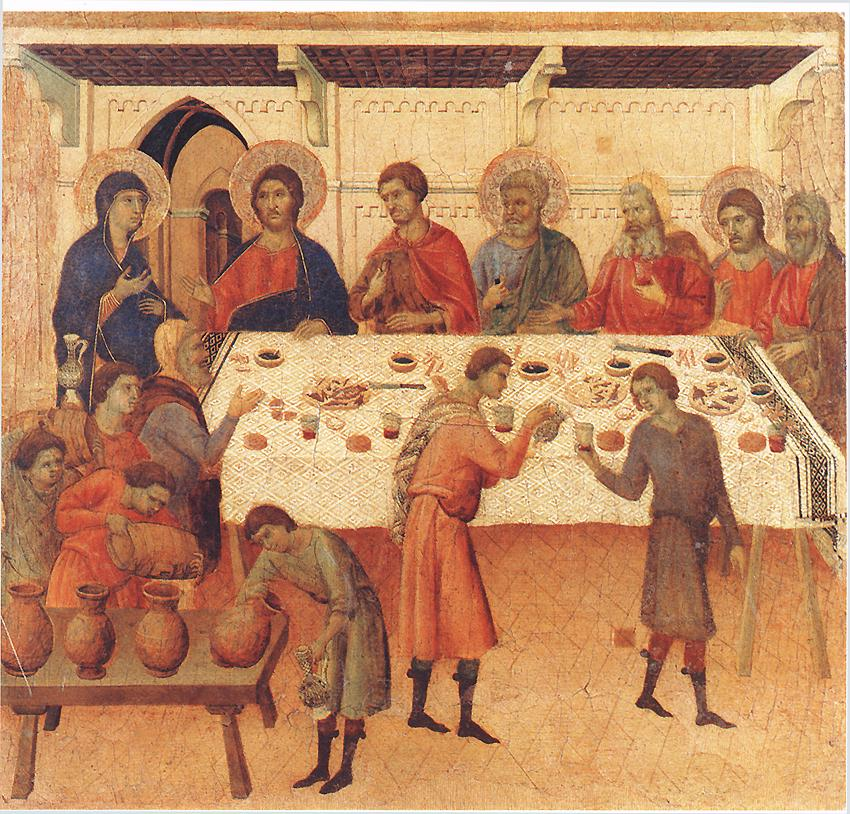
Duccio di Buoninsegna (1308): A kánai menyegző

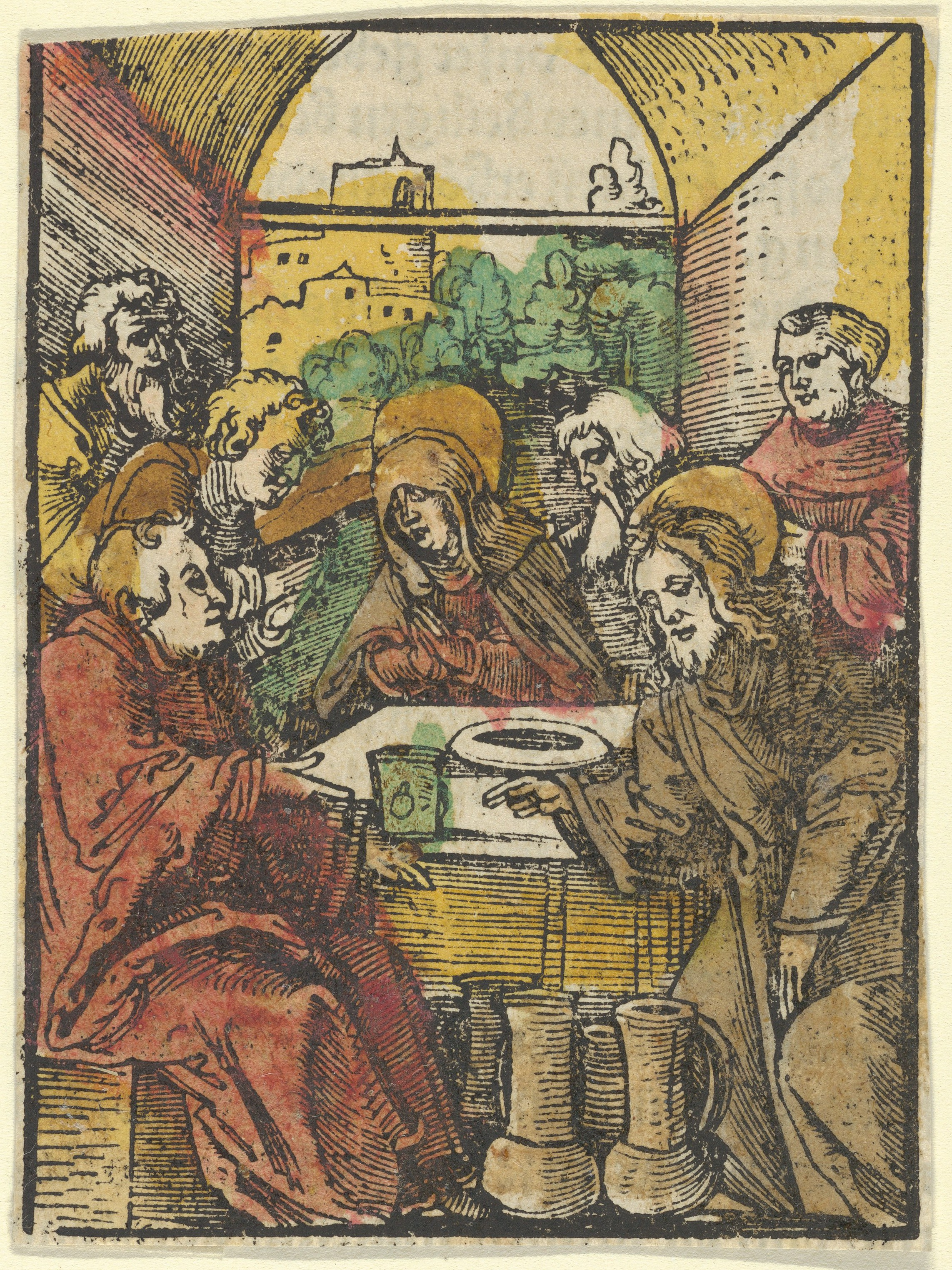
Adam Petri (1517): A kánai menyegző

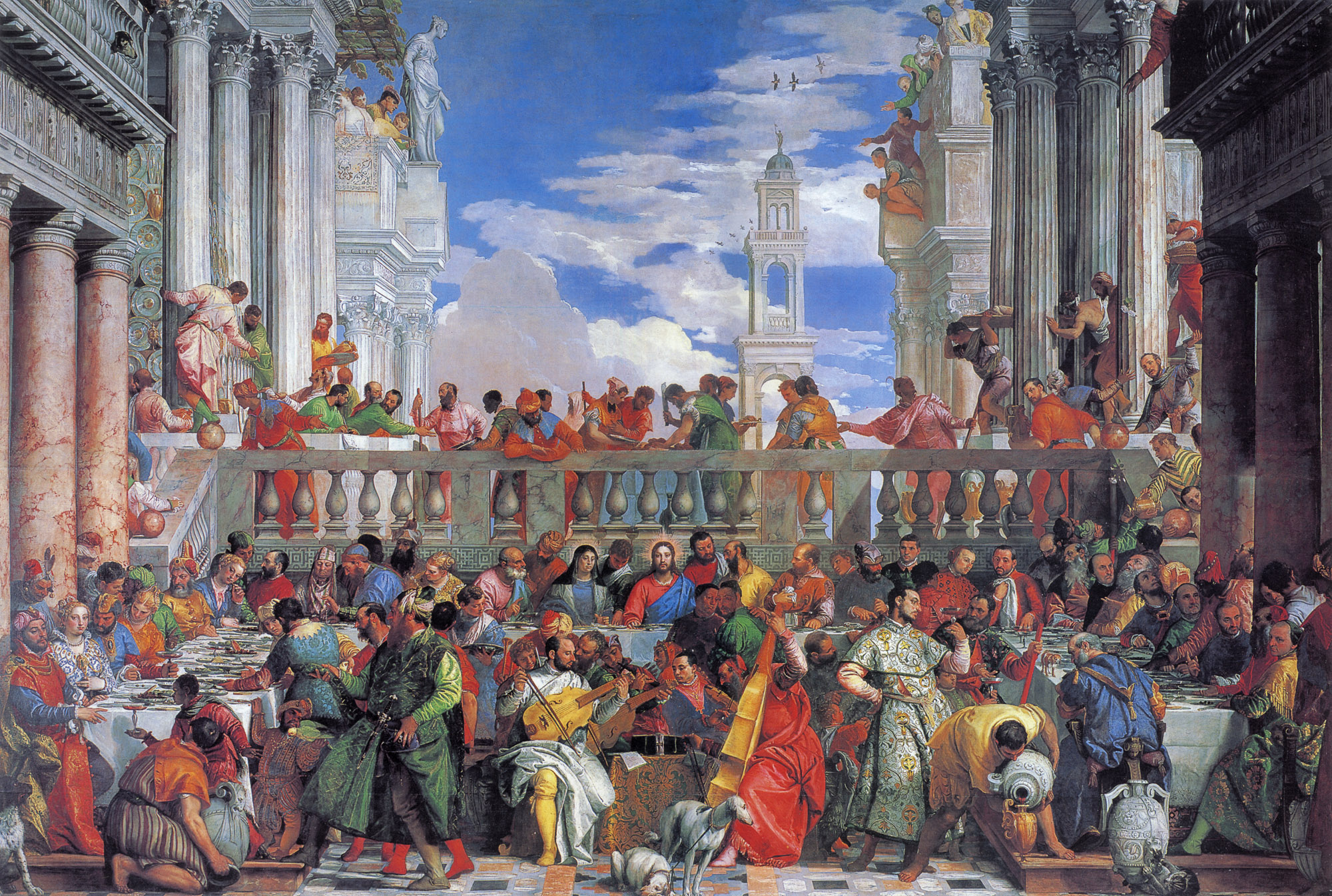
Paolo Veronese (1563): Kánai menyegző

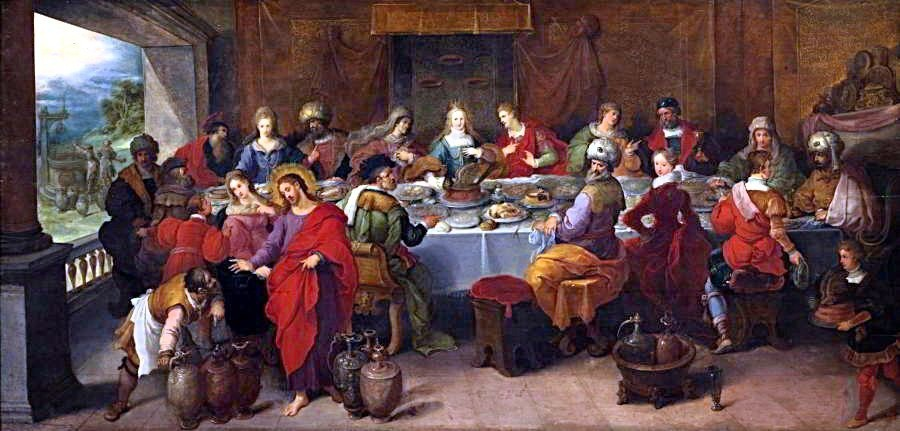
Frans Francken (ifjabb), (1618-20): A kánai menyegző

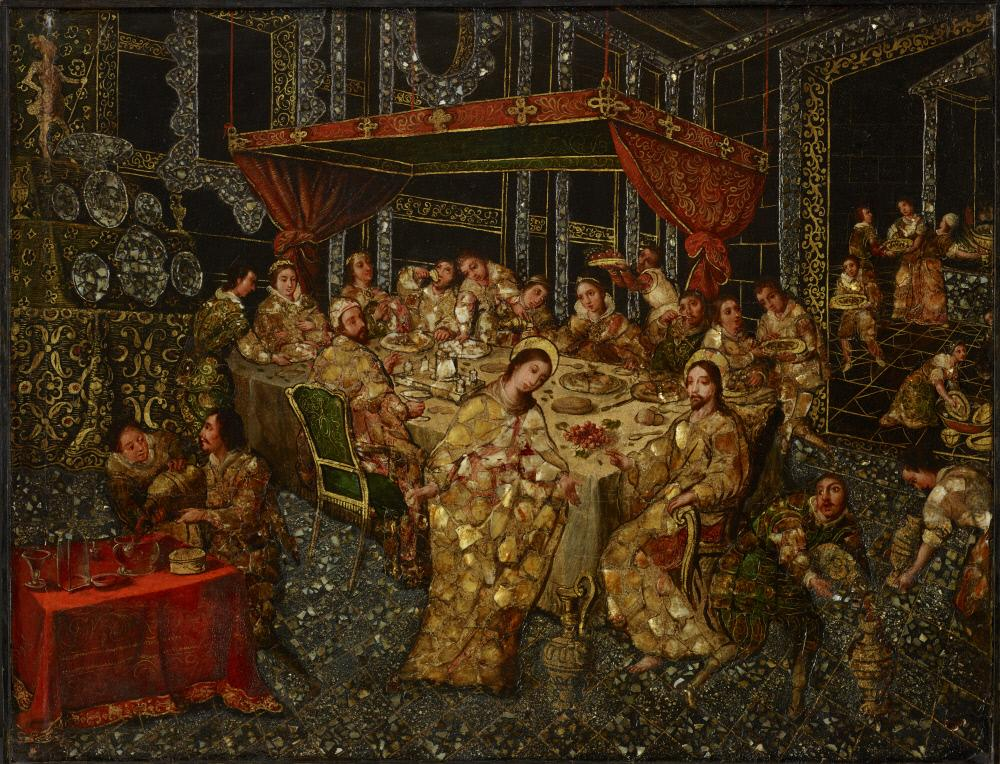
Nicholás Correa (1696): A kánai menyegző

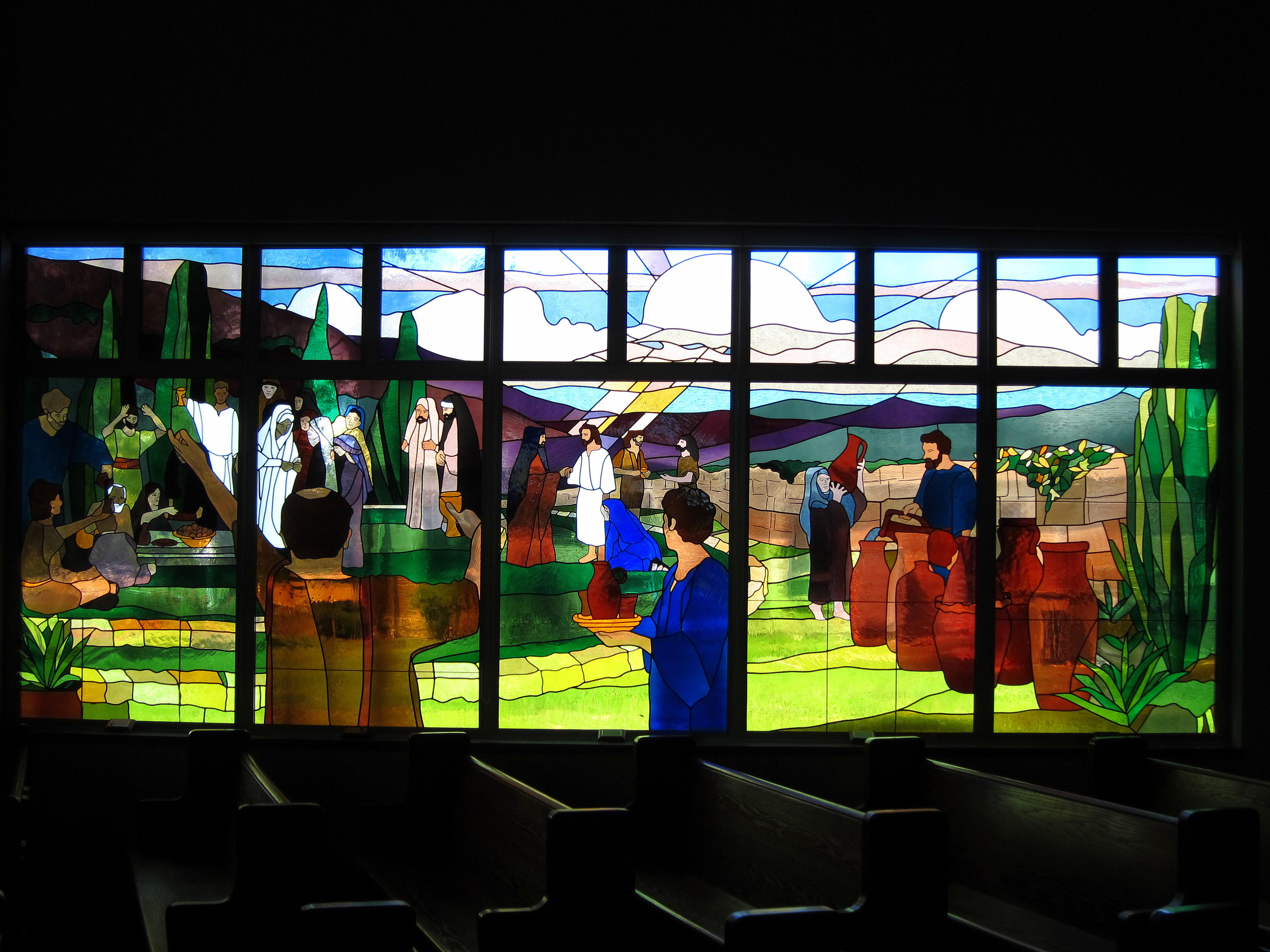

A kánai menyegző a keresztény hitvilág fontos és több szempontból is szimbolikus eseménye, Jézus első csodatételének színhelye.
Az evangelisták közül csak János számol be róla (Jn 2.1-12).

## Előzmények
A zsidóknál az volt szokás, hogy ha leány volt a menyasszony, akkor egy teljes hétig, ha özvegyasszony ment újra férjhez, akkor három napig tartott a menyegző. A vendégek naponta jöttek és mentek, a násznép cserélődött, a násznagynak azonban mindvégig ki kellett tartania. A vendégeket az étekmesternek kellett ellátnia étellel-itallal, és ha a lakodalom egy hétig tartott, megesett, hogy elfogyott a bor.
A menyegzőre Jézus anyjával és tanítványaival volt hivatalos. Változatos információkat egybevetve az elemzők úgy tartják, hogy az eseményekről az evangelisták közül egyedüliként beszámoló János és talán testvére, Jakab mellett:
- Nátánel,
- Simon Péter,
- András és
- Fülöp

tarthatott vele – tehát az első elhívottak.

## A csodatétel
Amikor megérkeztek, a lakodalom már javában tartott, és Mária kisvártatva észrevette, hogy a háziak kifogytak a készletekből.
„Amikor fogytán volt a bor, Jézus anyja megjegyezte: Nincs több boruk! Jézus azt felelte: Mit akarsz tőlem, asszony? Még nem jött el az én órám! Erre anyja szólt a felszolgálóknak: Bármit mond nektek, tegyétek meg! Volt ott hat kőkorsó a zsidóknál szokásos tisztálkodás céljára, mindegyik két-három mérős. Jézus szólt nekik: Töltsétek meg a korsókat vízzel! Meg is töltötték őket színültig. Ekkor azt mondta nekik: Most merítsetek belőle, és vigyétek oda a násznagynak. Odavitték. Amikor a násznagy megízlelte a borrá vált vizet, nem tudta, honnét való, a szolgák azonban, akik a vizet merítették, tudták. Hívatta a násznagy a vőlegényt, és szemére vetette: Először mindenki a jó bort adja, s csak mikor már megittasodtak, akkor az alábbvalót. Te mostanáig tartogattad a jó bort! Ezzel kezdte Jézus csodajeleit a galileai Kánában. Kinyilatkoztatta dicsőségét, és tanítványai hittek benne.”

## Jelentősége
Ez az epifánia volt az első olyan alkalom, amikor a tanítványok közvetlenül meggyőződhettek Jézus természetfölötti képességeiről, tudásáról. Ezért lett része a vízkereszt liturgiájának.
A víz átlényegítése miatt a a csodatétel az eucharisztia misztériumának, mint lakodalom pedig a Bárány menyegzőjének (Jel 19.9) előképe.

## Az ikonográfiában
Már egészen korán gyakran ábrázolták, mint az utolsó vacsora előképét. A a víz átváltozása 2. századtól válik lényeges elemmé; ezeken a képeken Krisztus rendszerint (olykor egy bottal) megérinti a korsókat.
A 4. századtól a kenyérszaporítás megjelenítésével együtt az eucharisztiára utal, annak előképe a Biblia pauperumokban.
Az ábrázolásokon idővel mind több az alak (szolgák, tanítványok, 450 k. Mária), majd a jelenet a 6. századtól életképpé gazdagodik.
Jellemzően a 12. században tűntek föl a képeken jelképes elemek, kiváltképp a vőlegény = apostol, menyasszony = Mária Magdolna azonosítások.
A kevés magyar emlék között Vizsoly egyik gótikus freskóján Jézus megáldja az egyik kőkorsót. A menyegző föltűnik egy bártfai faliképén, a modern alkotások között Kontuly Béla életművében.